# Lạc tiên hoa đỏ
Lạc tiên đỏ hay lạc tiên cảnh hoa đỏ (danh pháp hai phần: Passiflora vitifolia) là một loài thực vật có hoa trong họ Lạc tiên. Loài này được Kunth mô tả khoa học đầu tiên năm 1817.

## Hình ảnh

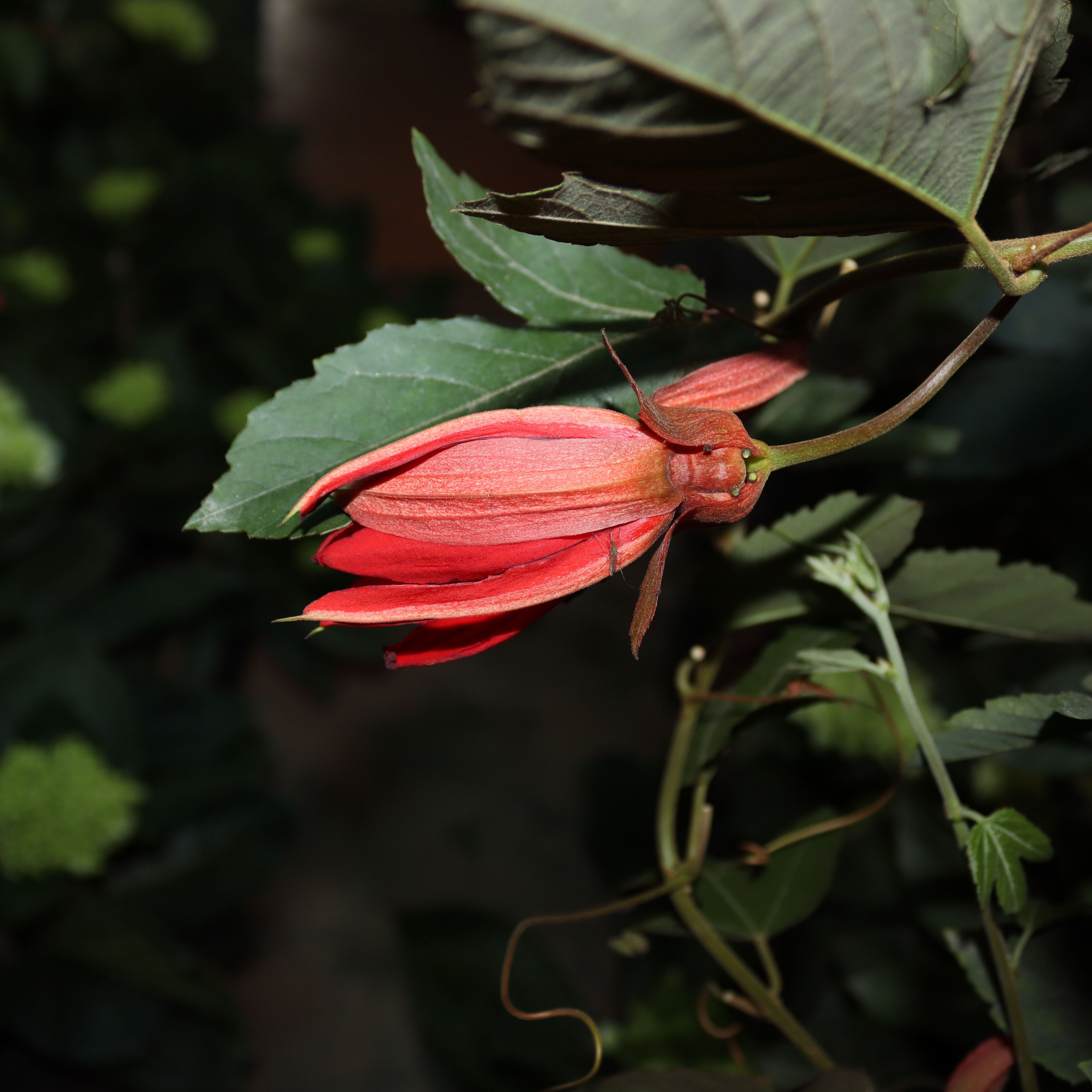
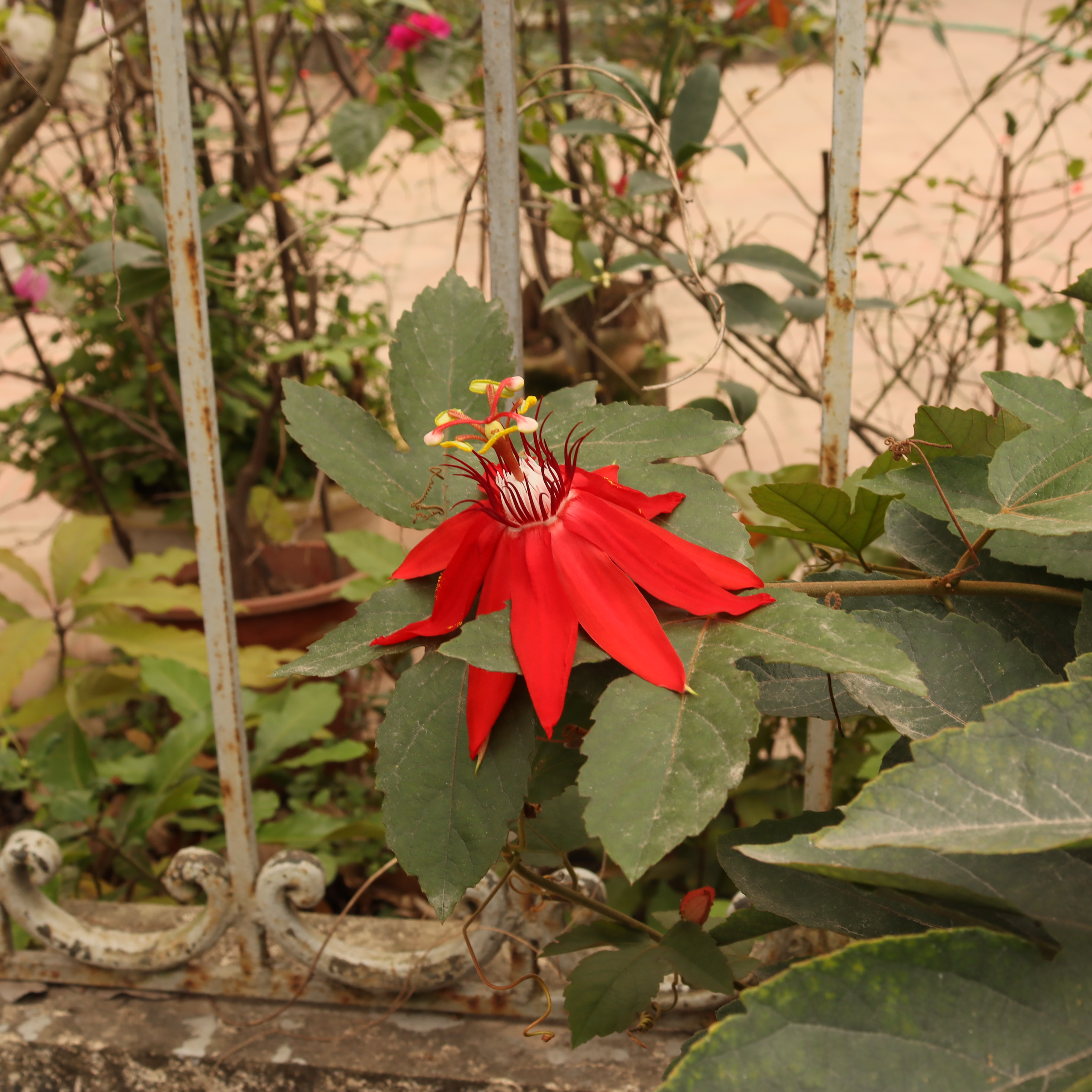
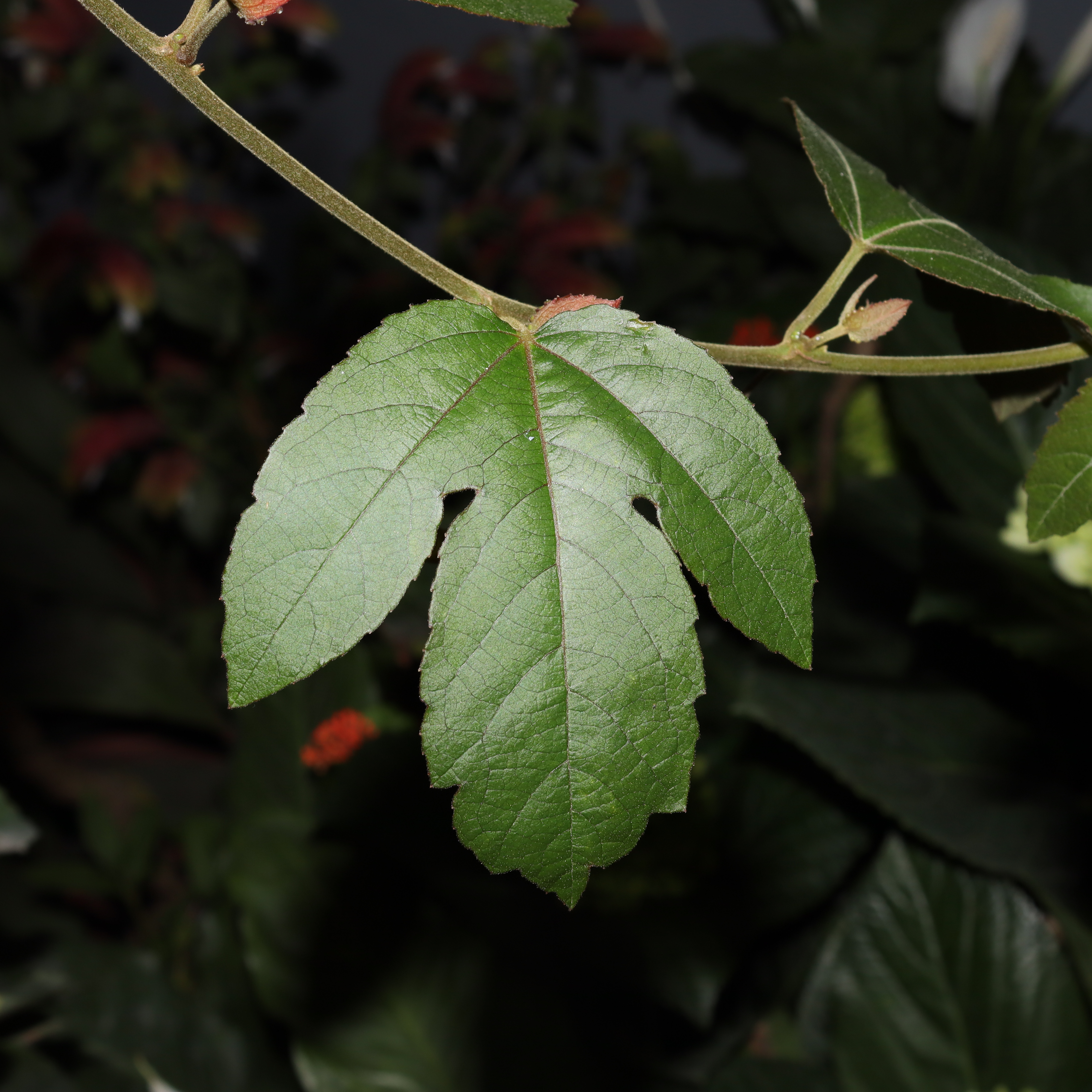